# Turbinia
Turbinia − eksperymentalny statek zbudowany w 1894 roku w Newcastle upon Tyne przez Charlesa Parsonsa, pierwsza na świecie jednostka pływająca napędzana turbinami parowymi. Powstały dla udowodnienia możliwości praktycznego zastosowania turbin jacht został w spektakularny sposób zaprezentowany szerokiej publiczności podczas rewii morskiej w Spithead w 1897 roku. Obecnie prezentowany jest jako eksponat muzealny w Discovery Museum w Newcastle.

## Budowa
Charles Parsons skonstruował pierwszą turbinę parową w 1884 roku. Zdając sobie sprawę z faktu, że stosowane dotychczas do napędu jednostek pływających maszyny parowe osiągnęły kres swych możliwości, założył w styczniu 1894 roku wraz z kilkoma współudziałowcami spółkę Parsons Marine Steam Turbine Company, której głównym celem miała być praca nad udoskonaleniem i praktycznym użyciem wynalazku. Spółka sfinansowała budowę kadłuba statku, który miał być napędzany wyłącznie turbinami parowymi. Został on zbudowany w firmie Brown and Hood w Wallsend on Tyne i podczas wodowania 2 sierpnia 1894 roku nazwany "Turbinia".
Kadłub "Turbinii" był wyjątkowo smukły: przy długości 31,62 m miał szerokość zaledwie 2,7 m. Jego wyporność wynosiła 44,5 ts przy średnim zanurzeniu 0,91 m. Początkowo statek był napędzany przez turbinę parową, poruszającą bezpośrednio wał napędowy z jedną dwułopatową śrubą okrętową o średnicy 0,75 m. Po pierwszych próbach morskich i doświadczeniu kłopotów z kawitacją, Parsons zdecydował się zmodyfikować układ napędu, instalując trójstopniową turbinę parową napędzającą trzy wały, zaś na każdym wale po trzy śruby o średnicy 0,46 m. W takiej konfiguracji "Turbinia" osiągnęła na próbach prędkość 32,75 węzła przy mocy 2000 hp, zaś po późniejszych poprawkach konstrukcyjnych przekraczała prędkość 34 węzłów, co czyniło ją najszybszą ówcześnie jednostką pływającą świata. Parę do turbiny dostarczał kocioł wodnorurkowy o ciśnieniu roboczym 200 psi.

## Prezentacja

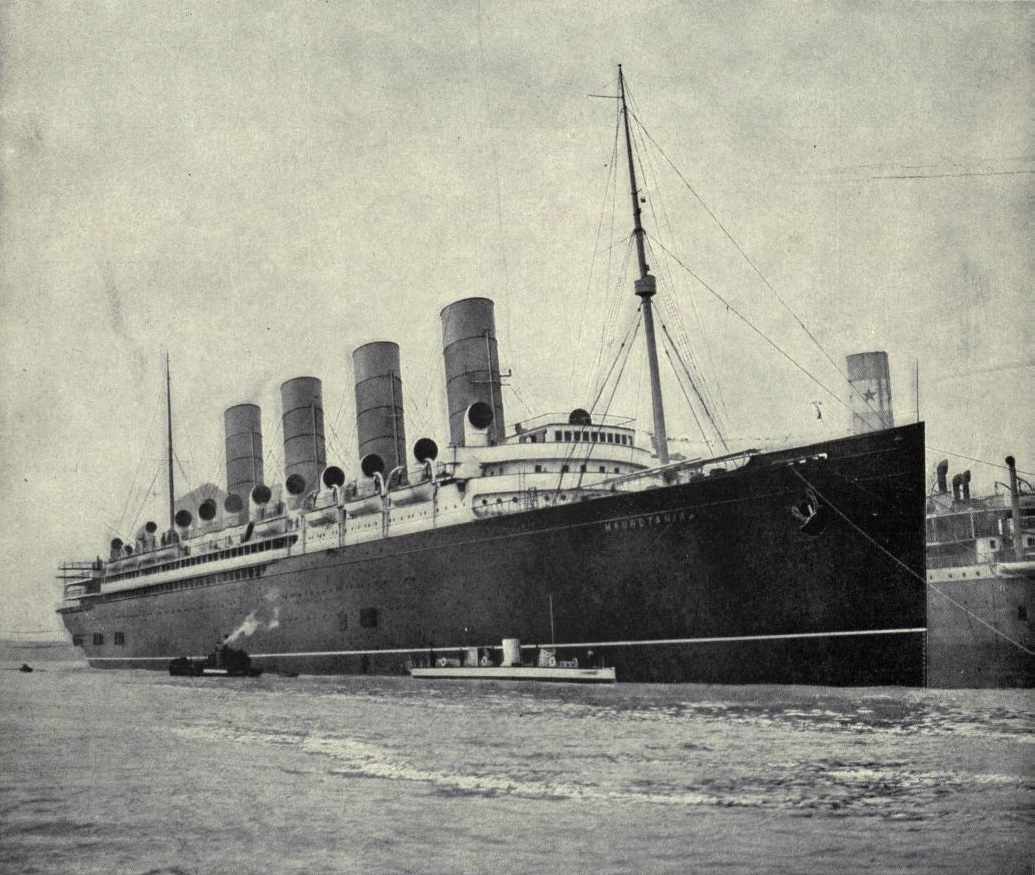
Parowiec Mauretania i Turbinia

Po ostatecznym dopracowaniu swego jachtu Charles Parsons zdecydował się na jego spektakularną publiczną prezentację. 26 czerwca 1897 roku na redzie Spithead odbywała się wielka rewia floty z okazji diamentowego jubileuszu królowej Wiktorii. "Turbinia", dowodzona osobiście przez Charlesa Parsonsa i z Robertem Bernardem za sterem, wpłynęła pomiędzy stojące w szyku okręty Royal Navy, przecinając rząd okrętów kilkakrotnie w poprzek. Wysłane dla przechwycenia intruza kontrtorpedowce, napędzane tłokowymi maszynami parowymi, nie były w stanie doścignąć jachtu, płynącego z dużą prędkością.
Pokaz, odbywający się na oczach królowej i dowództwa floty (a także za cichym przyzwoleniem niektórych urzędników Admiralicji), spowodował zmianę nastawienia Royal Navy do turbin parowych. Już w następnym roku Parsons Marine Steam Turbine otrzymała zamówienie na budowę eksperymentalnego niszczyciela HMS "Viper", który wszedł do służby w 1900 roku. Po pierwszych doświadczeniach napęd turbinowy zainstalowano na przełomowym pancerniku HMS "Dreadnought" (w służbie od 1906 roku) i liniowcu pasażerskim RMS "Mauretania", ukończonym rok później.

## Dalsze losy
Po sukcesie podczas rewii w Spithead "Turbinia" była wykorzystywana do kolejnych prób nowego napędu oraz do demonstracji zalet turbin parowych. W tej roli została zaprezentowana na przykład podczas wystawy światowej w Paryżu w 1900 roku. W 1907 roku miała towarzyszyć liniowcowi RMS "Mauretania" w rejsach próbnych, ale awaria mechanizmów uniemożliwiła ten zamiar. Wkrótce potem jacht został poważnie uszkodzony w kolizji i pozostawiony na lądzie. W 1926 roku zaproponowano jego zakup londyńskiemu Science Museum, ale z braku miejsca przekazano tam jedynie oryginalną jednostkę napędową.
W latach 60. XX wieku stanowiąca symbol potęgi przemysłu stoczniowego Newcastle "Turbinia" została odrestaurowana i zachowana jako eksponat w miejscowym Museum of Science and Engineering. W latach 90. przeniesiono ją do Discovery Museum w tym samym mieście, gdzie w 1996 roku otwarto specjalną galerię dla zwiedzających: Turbinia Gallery, umożliwiającą lepszy wgląd w konstrukcję jednostki.